# ساي بيركنز
ساي بيركنز (بالإنجليزية: Cy Perkins)‏ هو لاعب كرة قاعدة أمريكي، ولد في 27 فبراير 1896 في غلوستر في الولايات المتحدة، وتوفي في 2 أكتوبر 1963 في فيلادلفيا في الولايات المتحدة.

## وصلات خارجية
- ساي بيركنز على موقعبيزبول رفرنس.كوم (الدوري الرئيسي) (الإنجليزية)
- ساي بيركنز على موقعبيزبول رفرنس.كوم (الدوري الثانوي) (الإنجليزية)
- ساي بيركنز على موقع جمعية أبحاث البيسبول الأمريكية (الإنجليزية)